# مرجان (طالقان)
مرجان هي قرية في مقاطعة طالقان، إيران. يقدر عدد سكانها بـ 52 نسمة بحسب إحصاء 2016.